# Cimabue
Cimabue, właśc. Cenni di Pepo (ur. ok. 1240, zm. 1302 w Pizie) – włoski malarz i mozaicysta epoki gotyku.

## Życiorys
Działał we Florencji, Rzymie, Pizie i Asyżu. Jego dzieła miały charakter wyłącznie religijny. Tworzył mozaiki, freski i obrazy (Ukrzyżowanie – Museo dell'Opera di Santa Croce, Florencja, Tronująca Madonna z aniołami – Galleria degli Uffizi, Florencja). Jego zasiadające na tronach Madonny w otoczeniu aniołów są jeszcze w pełni gotyckie, a jednak to on namalował po raz pierwszy od prawie tysiąca lat portret realistyczny – postać św. Franciszka z Asyżu, ubogo odzianego, o twarzy starego człowieka, dobrej, pooranej zmarszczkami, zniszczonej wiekiem. Jest to portret wyobrażony, jednakże świeckie ujęcie tematu zwyciężyło tu po raz pierwszy średniowieczną idealizację. Uczniem Cimabuego był Giotto di Bondone.

## Dzieła
- Krzyż z San Domenico w Arezzo –  1268–1271, tempera i złoto na desce 336 × 267 cm, San Domenico, Arezzo
- Maestà di Santa Trinità –  1280 tempera na desce, Galeria Uffizi, Florencja
- Krucyfiks –  1287–1288, tempera na płycie, 448 × 390 cm, Museo dell'Opera di Santa Croce, Florencja
- Tronująca Madonna z dzieciątkiem i czterema aniołami –  tempera na drewnie, Santa Maria dei Servi, Bolonia
- Tronująca dziewica z aniołami lub Maestà –  1280, tempera na drewnie, Luwr, Paryż
- Madonna Contini Bonacossi (Madonna na tronie z dzieciątkiem, św. Franciszkiem, św. Dominikiem i dwoma aniołami) – Galeria Uffizi, Florencja
- Święty Franciszek – dzieło przypisywane, ok. 1290, tempera i złoto na desce 123 × 41 cm, Muzeum Konwentu Matki Bożej Anielskiej, Asyż